# Kalifat
Kalifat is een Zweedse thriller dramaserie. De serie ging op 12 januari 2020 in première. De serie werd ook wereldwijd verdeeld door Netflix op 18 maart 2020.

## Verhaallijn
Pervin, een jonge moslima, woont in Raqqa, Syrië en is getrouwd met Husam, die lid is van de Islamitische Staat. Zij wil met haar dochter Latifa vluchten en terugkeren naar Zweden. Ze krijgt een mobiele telefoon van een buurvrouw en contacteert iemand in Zweden en komt uiteindelijk bij agente Fatima terecht. Zij werkt voor de Zweedse veiligheidsdienst SÄPO. Fatima probeert via Pervin een terroristische aanslag te vermijden en vraagt voortdurend extra informatie aan haar. 
Intussen worden in Zweden enkele tienermeisjes gerecruteerd om naar Syrië te gaan.

## Rolverdeling
| Acteur            | Personage          |
| ----------------- | ------------------ |
| Gizem Erdogan     | Pervin El Kaddouri |
| Aliette Opheim    | Fatima Zukić       |
| Nora Rios         | Suleika Wasem      |
| Amed Bozam        | Husam El Kaddouri  |
| Yussra El Abdouni | Lisha Wasem        |
| Arvin Kananian    | Nadir Al-Sharahni  |
| Lancelot Ncube    | Ibrahim Haddad     |
| Said Legue        | Omar Soudani       |